# Resolució 1680 del Consell de Seguretat de les Nacions Unides
La Resolució 1680 del Consell de Seguretat de les Nacions Unides fou adoptada el 17 de maig de 2006. Després de recordar les resolucions anteriors sobre el Líban, incloses les resolucions 425 (1978), 426 (1978), 520 (1982), 1559 (2004) i 1655 (2005), el Consell va encoratjar durament Síria a respondre positivament a la petició del Líban de delinear fronteres i establir relacions diplomàtiques entre el Líban i Síria, amb la finalitat d'afirmar la sobirania del Líban, la seva integritat territorial i la seva independència política.
La resolució, copatrocinada per França, el Regne Unit i els Estats Units, va ser aprovada per 13 vots a favor, cap en contra i dues abstencions de la Xina i Rússia; tots dos països creien que la resolució constituïa una ingerència en les relacions diplomàtiques entre el Líban i Síria.

## Antecedents
El 18 d'abril de 2006, el secretari general de les Nacions Unides, Kofi Annan, va transmetre el seu tercer informe semestral sobre l'aplicació de la resolució 1559, adoptada el 2 de setembre de 2004. La resolució 1559 va demanar "la retirada de totes les forces estrangeres restants del Líban, el desmantellament i el desarmament de totes les milícies libaneses i no libaneses, l'extensió del control del govern libanès sobre tot el territori libanès i respecte estricte de la sobirania, la integritat territorial, la unitat i la independència política del Líban sota l'autoritat única i exclusiva del govern libanès arreu del Líban".
L'informe del secretari general va declarar moltes de les disposicions que figuraven en la Resolució 1559, l'Acord Taif de 1989 i la manca d'estabilitat política, i que el Líban encara estava en un estat fràgil i vulnerable. Això va conduir a l'adopció de la resolució de suport, 1680.

## Resolució

### Observacions
El Consell de Seguretat va començar reiterant el seu suport a la integritat territorial, la sobirania i la independència política del Líban dins de les seves fronteres internacionalment reconegudes. A més, va assenyalar els progressos positius realitzats a través del diàleg nacional, tot i que lamentaven que algunes disposicions de la Resolució 1559 encara no s'haguessin aplicat plenament, és a dir, la dissolució i el desarmament de les milícies libaneses i no libaneses, l'extensió del control del govern del Líban del govern libanès sobre tot el seu territori, l'estricte respecte de la sobirania, la integritat territorial, la unitat i la independència política del Líban, i les eleccions presidencials lliures i jures realitzades segons a les normes constitucionals libaneses, sense interferències estrangeres.
El text de la resolució expressava la seva preocupació perquè el secretari general informés un moviment d'armes en territori libanès per a les milícies durant els últims sis mesos. Va expressar el seu ple suport al diàleg nacional i va encomiar a totes les parts libaneses per la seva conducta.

### Actes
El Consell de Seguretat va demanar la plena aplicació de la resolució 1559, que exigia a tots els estats i parts que cooperessin plenament amb el govern libanès, el Consell de Seguretat i el secretari general. Va encoratjar el Govern del Síria a respondre positivament a la petició formulada pel Líban de delinear la seva frontera comuna (particularment en les zones controvertides), tot observant que aquestes mesures constituirien un pas cap a la millora de les relacions entre els dos països així com afirmar la independència del Líban, que al seu torn contribuiria positivament a l'estabilitat de la regió.
La resolució va elogiar al Líban per emprendre mesures contra els moviments d'armes i milícies en territori libanès i va demanar a Síria que adoptés mesures similars. Finalment, va acollir amb beneplàcit la decisió del diàleg nacional libanès de desarmar milícies palestines fora dels camps de refugiats en un termini de sis mesos.